# Gnathocera overlaeti
Gnathocera overlaeti är en skalbaggsart som beskrevs av Louis Burgeon 1939. Gnathocera overlaeti ingår i släktet Gnathocera och familjen Cetoniidae. Inga underarter finns listade i Catalogue of Life.